# Anasthasia
Anasthasia is een Engelstalige single van het Belgische muziekproject T99 uit 1991. De single bereikte de 7e plaats in de Vlaamse hitlijsten en de 14e plaats in het Britse equivalent. Het nummer werd gebruikt als soundtrack van de film Human Traffic uit 1999.
Op de single stonden volgende versies van het liedje:
1. Out of History Mix
2. Cave edit
3. Dub Mix
4. Rehurse EQ
5. Intro Bonus

Het nummer verscheen (in de Out of History-versie) op het album Children of Chaos uit 1992. Het werd oorspronkelijk gemaakt als idee voor de act Quadrophonia, waar Abbeloos deel van uitmaakte, maar zijn partner Lucien Foort zag het nummer niet zitten.
Van het nummer werden door de jaren heen diverse nieuwe remixes uitgebracht. In 2016 verschenen er enkele en in 2019 werden weer een grote hoeveelheid remixes gemaakt. Bekende namen onder der remixers zijn Dave Clarke, The Freestylers, Secret Cinema en Jam El Mar.

## Hitnotering
| Nummer | 21 | 10 | 5 | 4 | 4 | 6 | 9 | 15 | 21 | 36 | uit |

### Year-end charts
| Chart (1991)                 | Position |
| ---------------------------- | -------- |
| Belgium (Ultratop Flanders)  | 47       |
| Netherlands (Dutch Top 40)   | 37       |
| Netherlands (Single Top 100) | 34       |

## Meewerkende artiesten
- Olivier Abbeloos (programmatie)
- Patricia Balrak (zang)
- Patrick De Meyer (programmatie)
- Perla Den Boer (zang)
- Zenon Zevenbergen (zang)